# Dedham (Maine)
Pour les articles homonymes, voir Dedham.
Dedham est une ville américaine située dans le Comté de Hancock, dans le Maine. Selon le recensement de 2020, sa population est de 1 648 habitants.

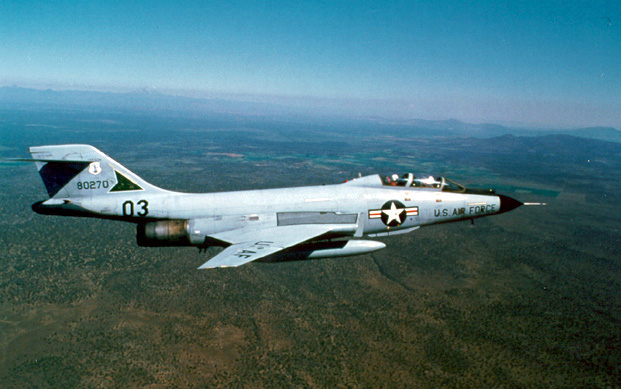
Chasseur F-101B similaire à celui qui s'est écrasé sur Bald Mountain